# Pystira karschi
Pystira karschi är en spindelart som först beskrevs av Tord Tamerlan Teodor Thorell 1881.  Pystira karschi ingår i släktet Pystira och familjen hoppspindlar. Inga underarter finns listade i Catalogue of Life.